# Nyírfaaraszoló
A nyírfaaraszoló vagy szürke pettyesaraszoló (Biston betularia) a rovarok (Insecta) osztályának lepkék (Lepidoptera) rendjébe, ezen belül az araszolók (Geometridae) családjába tartozó faj.

## Előfordulása
A nyírfaaraszoló előfordulási területe Európa, Ázsia, Afrika északi fele és Észak-Amerika. Grönlandon is fellelhető.

## Alfajai
- Biston betularia betularia (Linnaeus, 1758)
- Biston betularia cognataria (Guenée, 1857)
- Biston betularia contrasta (Barnes & Benjamin, 1923)
- Biston betularia nepalensis Inoue, 1982
- Biston betularia parva Leech, 1897

## Megjelenése
A szárnyfesztávolsága 45–60 milliméter. Ez a lepkefaj azért vált közismertté, mert egyike azon állatoknak, melyeket a természetes szelekció alátámasztásához használnak fel. Az ipari forradalom előtt a világosabb változatai voltak többségben, azonban az ipari fellendülés következtében a fákat és egyéb tárgyakat ellepte a korom; ennek következtében a sötét színű változatok kezdtek elszaporodni, mivel a fekete tárgyakon a világosabb lepkéket könnyebben észrevették a ragadozók. Miután újból tisztább lett a városi légkör, a világosabb példányok újból sokasodni kezdtek.

## Életmódja
A hernyó számos fafajjal és bokorral táplálkozik.